# 日本車いすマラソン大阪大会
日本車いすマラソン大阪大会（にほんくるまいすまらそんおおさかたいかい）は、1991年から大阪市舞洲で開催された車いすマラソン大会である。

## 概要
1983年の大分国際車いすマラソン、1988年の全国車いすマラソン（篠山）、1990年はまなす全国車いすマラソンに続く、4つ目の車いすマラソン大会として企画された。また日本パラ陸上競技選手権大会の車いすマラソンの部と位置づけられ、1988年に大阪で設立された日本パラ陸上競技連盟の主催事業として開催された。なお、この大会には日本人選手が海外選手と戦う力を付けるため、ハインツ・フライなどトップ選手が招待されていた。参加資格については、当初は2時間10分以内の記録を持つものとしていた。
- 事務局：大阪市長居障害者スポーツセンター内

### 休止
長居公園周回コースを使用していたが、路面の痛みが激しくタイヤがはまり込むと危険であるため2007年以降、休止されている。
なお、2011年より開始された大阪マラソンでは車いす部門が設けられ、大阪で5年ぶりにフルマラソンが復活した。

## 歴代優勝者
| 回 | 開催日        | 男子                       | 男子          | 女子                | 女子          |
| 回 | 開催日        | 優勝者（出身地）           | タイム        | 優勝者（出身地）    | タイム        |
| -- | ------------- | -------------------------- | ------------- | ------------------- | ------------- |
| 1  | 1991年4月21日 | 川島誉                     | 1時間50分01秒 | 畑中和              | 2時間02分05秒 |
| 2  | 1993年3月7日  | 川上耕作                   | 1時間45分00秒 | 畑中和              | 2時間1分13秒  |
| 3  | 1994年3月6日  | 着順不明                   | 1時間43分40秒 | 畑中和              | 1時間57分14秒 |
| 4  | 1995          |                            |               |                     |               |
| 5  | 1996年4月28日 | ハインツ・フライ（スイス） | 1時間29分15秒 |                     |               |
| 6  | 1997          |                            |               |                     |               |
| 7  | 1998年        |                            |               |                     |               |
| 8  | 1999年3月28日 | ハインツ・フライ（スイス） | 1時間33分16秒 | 畑中和（兵庫）      | 1時間56分22秒 |
| 9  | 2000年3月26日 | 田中秀夫 （山口県）        | 1時間43分43秒 | 畑中和 （兵庫）     | 1時間56分22秒 |
| 10 | 2001年3月25日 | 川上耕作 （兵庫）          | 1時間38分24秒 | 参加なし            |               |
| 11 | 2002年3月24日 | 廣道純 （大分）            | 1時間32分28秒 | 川島由美 （愛知）   | 1時間50分25秒 |
| 12 | 2003年2月11日 | 花岡伸和 （大分）          | 1時間29分42秒 | 畑中和（兵庫）      | 1時間39分59秒 |
| 13 | 2004年1月12日 | 笹原廣喜 （大分）          | 1時間32分57秒 | 参加なし            |               |
| 14 | 2005年1月10日 | 笹原廣喜 （大分県）        | 1時間34分49秒 | 正中かおり （兵庫） | 2時間43分39秒 |
| 15 | 2006年1月9日  | 渡辺幹司 （広島）          | 1時間34分47秒 | 宮本美紀 （岡山）   | 2時間18分27秒 |